# 南山街道 (双鸭山市)
南山街道，是中华人民共和国黑龙江省双鸭山市岭东区下辖的一个乡镇级行政单位。

## 行政区划
南山街道下辖以下地区：
红旗社区、上游社区、青山社区、东湖社区、蓝天社区和双桦社区。